# Encefalitis viral
La encefalitis viral refiere al tipo de encefalitis causadas por algún tipo de virus.
La encefalitis puede ser causada por una variedad de agentes, dentro de los que se incluye:
- Encefalitis por arbovirus
  - Encefalitis de La Crosse
  - Encefalitis de California
  - Encefalitis japonesa
  - Encefalitis de San Luis
  - Encefalitis equina
  - Encefalitis del Valle de Murray
  - Encefalitis transmitida por garrapatas
  - Encefalitis Powassan
  - Virus del Nilo Occidental
- Herpes simple
- Virus varicela-zóster
- Rabia
- VIH
- H5N1
- Coriomeningitis linfocítica

## Encefalitis herpética
La encefalitis herpética es causada por el virus herpes simplex que se manifiesta con erupciones orales o genitales. La encefalitis por VHS característicamente afecta los lóbulos temporales del cerebro, a diferencia de otras encefalitis virales en donde el compromiso es de carácter más difuso. Cuando se produce inflamación del cerebro, lo cual ocurre en un 10% de los casos de encefalitis, la mitad de los pacientes sin tratamiento muere. Entre los síntomas destacan las convulsiones, alteración del nivel de consciencia, alucinaciones y parálisis parciales. El virus puede ser transmitido por la madre durante el parto, produciendo síntomas de letargia, temblores, irritabilidad y convulsiones en el neonato durante sus primeras semanas de vida.